# 古多里

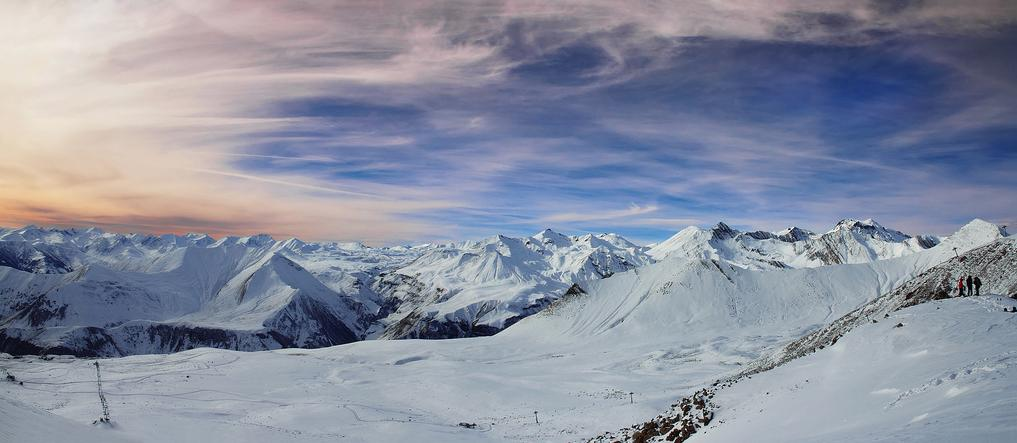

古多里是格鲁吉亚的一處滑雪度假地。古多里位於大高加索山脈喬治亞一側的南坡，首都提比里斯以北120公里處，海拔高度2196米。古多里在每年12月至4月進入滑雪季，並且這裡的雪質非常好。古多里也適合開展滑翔傘運動。